# Allan Boath
Allan Boath est un footballeur néo-zélandais, né le 14 décembre 1958 à Dundee au Royaume-Uni. Il évolue au poste de milieu de terrain de la fin des années 1970 à la fin des années 1980.
Formé au Celtic FC, il joue notamment dans le club écossais de Forfar AFC et dans les clubs océaniens de Woolston WMC, de Christchurch United AFC et de North Shore United AFC en Nouvelle-Zélande et de West Adelaide Hellias en Australie.
Il compte 39 sélections pour six buts marqués en équipe de Nouvelle-Zélande et dispute la Coupe du monde 1982 avec la sélection néo-zélandaise.

## Biographie
Allan Boath nait à Dundee le 14 décembre 1958. Il commence le football au Celtic FC avant de rejoindre, en mai 1972, le Dundee United où il poursuit sa formation. Il reste cinq ans dans ce club où il ne dispute aucun match en équipe première puis s'engage en août 1977 avec Forfar AFC.
Il émigre en 1978 en Nouvelle-Zélande et joue alors dans les rangs de Woolston WMC, promu de Division 2, qui connaît la relégation en 1978. Après une saison à l'échelon inférieur, il s'engage au Christchurch United AFC où il dispute 21 matchs pour deux buts inscrits, puis retourne, en 1981 au Woolston WMC. Devenu éligible pour la sélection néo-zélandaise, il connaît lors de cette saison sa première sélection, le 7 mai 1981 face à Taïwan. Les deux équipes se séparent sur un match nul zéro partout, Allan Boath entrant en cours de rencontre. Il est sélectionné pour la Coupe du monde 1982,, il dispute les trois rencontres du groupe. Après la Coupe du monde, Allan Boath signe dans le club australien de West Adelaide Hellias avec qui il remporte le championnat de Division 2 d'Australie du Sud. 
Il retourne en Nouvelle-Zélande en 1983 et signe au Christchurch United AFC où il évolue deux saisons puis, après un passage à Auckland University AFC, Allan Boath rejoint North Shore United AFC avec qui il est finaliste de la Coupe de Nouvelle-Zélande en 1985 puis vainqueur de ce trophée la saison suivante. Il connaît sa dernière sélection avec l'équipe nationale, le 9 septembre 1987, face à l'Australie puis met un terme à sa carrière en 1988.

## Palmarès
- Vainqueur de la Coupe de Nouvelle-Zélande en 1986 avec North Shore United AFC
- Finaliste de la Coupe de Nouvelle-Zélande en 1985 avec North Shore United AFC.
- Champion de Division 2 d'Australie du Sud en 1982 avec West Adelaide Hellias.

- 39 sélections pour un six buts inscrits avec la Nouvelle-Zélande